# Rață mandarin
Rața mandarin (Aix galericulata) este o specie de rață din genul Aix ce trăiește în Asia de Est.  Este de mărime medie, 41–49 cm, cu o anvergură a aripilor de 65–75 cm. Este similară cu rața cu ochi de șoim. Mai sunt denumite și curcubeul Orientului Îndepărtat. 

## Galerie
|                         |
| Mascul Martin Mere, GB. |

|        |
| Mascul |

|        |
| Femelă |

|         |
| Rățușcă |

|                     |
| Cuplu;: împerechere |

|                  |
| Mascul în Londra |

|                  |
| Femelă în Londra |

|                                     |
| Pereche de rațe mandarin în Elveția |

|                         |
| Aix galericulata - MHNT |